# Tanti auguri (Brigantony)
Tanti auguri è l'ottavo album discografico di Brigantony pubblicato nel 1984. Come l'album ...con amore, il disco tratta solo canzoni sentimentali.
Nel disco è presente un brano cantato da Elio, un ragazzo non vedente a cui Brigantony ha scritto la canzone Vi vogghiu beni.

## Tracce
1. Sei la vita - 2.55
2. Tanti auguri - 3.25
3. Piccolo fiore (A.Caponnetto - L.Finocchiaro - S.Ranno) 3.04
4. Siamo innamorati - 2.45
5. Vi vogghiu beni (A.Caponnetto - L.Finocchiaro) 4.07
6. Mamma ritorna - 4.29
7. La più bella sei tu - 2.55
8. Come ti amo - 2.53
9. Ti voglio dedicare una canzone - 3.17
10. Angelo biondo - 2.47

## Crediti
- Fonici:Salvo Lo Vecchio - Maurizio Nicotra
- Mixage: Tony Ranno
- Hanno collaborato la piccola Giusy (Brigantina nel brano Mamma ritorna) ed Elio nel brano Vi vogghiu beni